# Noord-Amerikaanse videospelrecessie

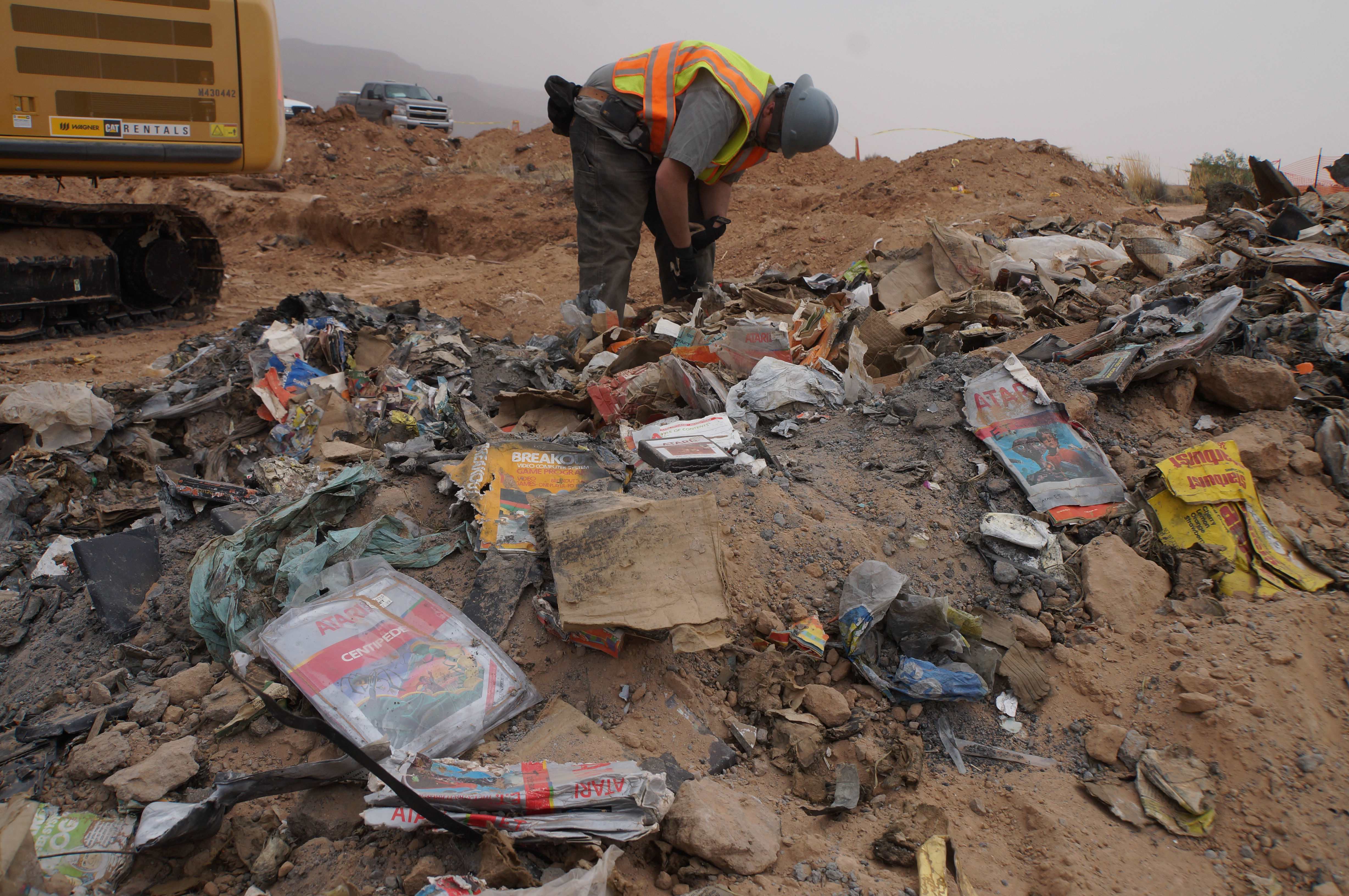
Het Atari-computerspelkerkhof is een van de gevolgen van de recessie

De Noord-Amerikaanse videospelrecessie was een recessie binnen de computerspelindustrie die startte in 1983. Daar waar de sector toen $ 3,2 miljard aan inkomsten had, viel dit terug naar slechts $ 100 miljoen: een terugval van bijna 97 procent.
De crash leidde tot het abrupte einde van de tweede generatie computerspellen in Noord-Amerika. Ook gingen verschillende bedrijven die spelcomputers en computerspellen ontwikkelden failliet, waaronder Atari. De crash had verschillende oorzaken, maar de hoofdoorzaak was een overaanbod van spellen van te lage kwaliteit waardoor het vertrouwen van de consument verdween.
De heropleving kwam tussen 1985 en 1987 dankzij het wereldwijde succes van het Nintendo Entertainment System.

## Oorzaken

### Overvloed aan spellen en consoles
Er waren enorm veel spelcomputers op de Amerikaanse markt beschikbaar zoals Atari 2600, Atari 5200, Bally Astrocade, ColecoVision, Coleco Gemini, Arcadia 2001, Fairchild Channel F, Odyssey 2, Intellivision, Vectrex.
Heel wat bedrijven kondigden in 1983 een nieuwe generatie van spelcomputers aan, zoals Odyssey3 en Atari 7800, waarop de spelcartridges van de voorganger niet altijd compatibel waren.
Daarnaast had elke fabrikant van spelcomputers zijn catalogus van eigen ontwikkelde spellen. Onder licentie kwam het wel voor dat fabrikant A voor zijn console een spel uitbracht dat ook beschikbaar was op een console van fabrikant B. Dat veranderde in 1982 na een minnelijke schikking waardoor plots eender welk bedrijf spellen kon uitbrengen voor eender welke console. Heel wat bedrijven, veelal met een slechte financiering, brachten volop minderwaardige spellen op de markt. Ook het grotere Atari bracht twee spellen uit die het imago van het bedrijf deden kelderen: E.T. The Extra-Terrestrial en de Atari 2600-versie van Pac-Man.

### Concurrentie van homecomputers
Begin 1980 kwamen homecomputers uit die eenvoudig konden worden aangesloten op een televisie. Daarnaast bevatten homecomputers meer geheugen, betere graphics en betere geluiden. Dit leidde tot meer geavanceerde spellen. Homecomputers waren niet beperkt tot spelletjes: tekstverwerking en rekenbladen waren nu ook mogelijk en op de meeste systemen kon men zelf programma's schrijven. Daar de software nu op diskette of op muziekcassette stond, kon men dit eenvoudig (illegaal) kopiëren daar waar de oude spelcomputers werkten met niet-kopieerbare ROM-modules. Dankzij de nieuwe opslagmedia kon men nu ook gebruikmaken van savegames of scores bewaren die later terug werden ingeladen.

### Uitgevers en programmeurs
Programmeurs vonden dat hun rechten te beperkt waren. Zo verbood Atari om de namen van programmeurs en uitgevers te vermelden in spellen, terwijl dat wel werd gedaan in de film- en muziekwereld. Ook gaf Atari de programmeurs geen bonussen gebaseerd op de verkoop. Werknemers van Atari, dat onderdeel was van Warner Communications, vonden dit onterecht omdat de musici, acteurs en andere medewerkers van Warner Communications dergelijke bonussen wel kregen. Dit was een reden waarom heel wat programmeurs bij Atari opstapten en in 1979 een nieuw bedrijf oprichtten: Activision. Hierop spande Atari een rechtszaak aan tegen Activision met de bedoeling dat Activision geen spellen zou mogen uitbrengen voor Atari-systemen. Atari verloor de zaak in 1982. Deze uitspraak zette de deur open zodat eender welk bedrijf computerspellen kon maken voor gelijk welk systeem. Dit had tot gevolg dat de programmeurs van de fabrikanten gingen werken voor andere fabrikanten van spelcomputers of softwarebedrijven. Zo deden deze bedrijven aan reverse engineering. Atari nam heel wat mensen aan die voorheen werkten voor Intellivision, onderdeel van Mattel. Mattel spande een rechtszaak aan, omdat zij van mening waren dat Atari hierdoor deed aan bedrijfsspionage.
Ondanks wat er bij Atari gebeurde, besloot Mattel om de echte namen van de programmeurs nog steeds niet te vermelden. In plaats daarvan toonde men wel de naam van het team: Blue Sky Rangers. Ook ColecoVision gebruikte dergelijke naamgevingen. Net zoals bij Atari leidde dit tot een leegloop bij Mattel en ColecoVision.
Omdat de fabrikanten hun exclusiviteit verloren, hadden ze ook geen controle meer over het aantal spellen dat in de winkels beschikbaar was. Bedrijven brachten volop computerspellen uit, zelfs al was dit niet hun core business. Zo bracht Purina, een producent van dierenvoeding, het ondermaatse spel Chase the Chuck Wagon uit. Andere minderwaardige spellen waren Skeet Shoot en Lost Luggage. De consument begon dergelijke third-partybedrijven te wantrouwen en kocht zulke spellen niet meer.

### Commerciële flop en overproductie bij Atari
Een andere oorzaak was de flop en overproductie van twee Atari 2600-spellen.
In 1982 begon Atari met de ontwikkeling van een Pac-Man-versie voor Atari 2600. De ontwikkeling en verspreiding diende snel te gebeuren omdat Atari het spel net voor de eindejaarsfeesten wou uitbrengen. Om zo veel mogelijk te verkopen, werd een grote reclamecampagne opgestart. Deze Pac-Man-versie was opmerkelijk slecht in vergelijking met de versie voor Arcade en concurrerende spelcomputers. Desondanks werd deze Pac-Man-versie zowat het bestverkochte spel van het bedrijf. Echter, Atari had de verkoop overschat en slechts iets meer dan 50% van de gemaakte cartridges werden verkocht. Hierdoor werd de return on investment niet behaald en leed Atari een groot verlies.
In datzelfde jaar bracht Atari ook het spel E.T. The Extra-Terrestrial op de markt. Net zoals met de Pac Man-versie werd het spel op zeer korte tijd ontwikkeld zodat het net voor de eindejaarfeesten op de markt kwam. Het spel flopte en staat gekend als een van de slechtste computerspellen ooit gemaakt. Van de 4 miljoen gemaakte cartridges werd minder dan 40 procent verkocht. De andere cartridges zouden worden begraven op het Atari-computerspelkerkhof in Alamogordo. Doordat de titel en de personages in licentie werden gebruikt, diende Atari geschat tussen de 20 en 25 miljoen Amerikaanse dollar te betalen aan de filmstudio. Ook dit product leidde tot een enorm groot verlies.
Deze twee rampen waren een van de grote oorzaken waarom het consumentenvertrouwen in Atari bleef dalen en het bedrijf niet veel later failliet ging.

## Gevolgen

### Op korte termijn
Eind 1982 was er een overaanbod aan spellen en consoles. Winkels hadden te weinig plaats om alle producten uit te stallen. Een rechtstreeks gevolg was dat er van de meeste producten wel iets werd verkocht, maar massale verkopen van een bepaald spel of console bleven meestal uit. Hierdoor waren de winstmarges van heel wat softwarebedrijven te laag en konden ze niet meer investeren in nieuwe producten. Winkeluitbaters stuurden massaal niet verkochte of geflopte producten terug naar de leverancier in de hoop op terugbetaling. Dit leidde tot het faillissement van heel wat bedrijven. Door deze faillissementen bleven winkeluitbaters met hun onverkochte producten zitten. Hun enige mogelijkheid was om deze aan dumpingprijzen te verkopen. Omdat de winkelier met een overschot zat, investeerde hij niet in de aankoop van nieuwe of meer kwalitatieve spellen. Hierdoor kwamen deze spellen ook niet op de markt wat een groot inkomstenverlies teweegbracht bij de softwarebedrijven.
Dit alles leidde tot een schokgolf in de wereld van computerspellen. Magnavox en Coleco verlieten de markt volledig. Imagic schrapte een spelconsole de dag voordat het op de markt zou komen en ging vervolgens failliet. De grootste ontwikkelaars, zoals Activision, overleefden nog enkele jaren. Uiteindelijk gingen Activision en Atari ook failliet. Activision werd overgekocht door Bobby Kotick en richtte zich enkel nog op de verdeling van software. De software-divisie van Atari werd overgenomen door Jack Tramiel en ging verder onder de naam Atari Games. De hardware-divisie werd verkocht aan Tramel Technology Ltd. en kreeg de naam Atari Corporation.
De faillissementen zorgden ervoor dat winkeliers dachten dat de rage van spelcomputers over was. Zij banden spelconsoles en computerspellen uit hun winkel en de schappen werden gevuld met andere producten. Dit had initieel ook impact op de lancering van Nintendo Entertainment System (NES) in 1985, vandaar dat Nintendo doelbewust de naam "console" niet gebruikte en op zoek ging naar alternatieve namen zoals "control deck" en "Game Pak".
Sinds de lancering van de NES begon de sector zich geleidelijk aan te herstellen en was in 1988 weer $ 2,3 miljard waard op jaarbasis. 70% van de markt werd gedomineerd door Nintendo.. Om niet in hetzelfde schuitje als Atari te belanden, legde Nintendo beperkingen op het aantal spellen dat externe bedrijven jaarlijks mochten uitbrengen. Ook diende een Nintendospel inhoudelijk aan strikte voorwaarden te voldoen: seks, naakt, alcohol, bestaande plaatsnamen en religieuze symbolen waren allemaal verboden.

### Op lange termijn
De Noord-Amerikaanse markt van computerspellen was ingestort. Met de opkomst van Nintendo verplaatste de ontwikkelmarkt zich naar Japan dat nu, tezamen met Sega Master System, een dominante positie kreeg in verkoop van computerspellen en consoles. In 1989 was de marktwaarde goed voor zo'n $ 5 miljard. In Amerika zouden er toen meer Nintendo-spelcomputers in gebruik zijn dan homecomputers en consoles van andere bedrijven. Atari, ondertussen enkel een uitgeverij, waagde zich nogmaals in de markt van spelconsoles met de Atari Jaguar, maar dit flopte alweer.
Om bedrijfsspionage te vermijden, werd er vanaf nu gebruikgemaakt van een betere licentieregeling en beveiliging. Zo gebruikte Nintendo een 10NES-chip in hun console en cartridges die checkte of het product wel origineel was. Dit had tot gevolg dat alle externe ontwikkelstudio's hun cartridges door Nintendo moesten laten maken. Dergelijke extern ontwikkelde software kreeg dan een Nintendo Seal of Quality. Nintendo stond niet borg voor de verkoop van third party software en nam evenmin dergelijke geflopte of niet verkochte cartridges terug. Dit was een verantwoordelijkheid van de externe ontwikkelaar. Zo trachtte Nintendo te vermijden dat externe bedrijven slechte spellen op de markt brachten zoals begin jaren 1980 gebeurde.

### Invloed in West-Europa
In tegenstelling tot Amerika, kwam de markt van homecomputers in West-Europa sneller op gang. Het prijsverschil tussen een spelcomputer en een homecomputer was niet zo groot als in Amerika. Daarnaast waren veel spellen voor de spelcomputer ook beschikbaar voor de homecomputer en waren deze spellen dan nog beduidend goedkoper omdat ze meestal op een muziekcassette of diskette stonden. Homecomputers zoals BBC Micro, Atari XL, Commodore 64, Philips P2000 en Sinclair ZX Spectrum domineerden de markt. Commodore startte een campagne op met als doel de consument te overtuigen dat een homecomputer veel educatiever is dan een spelcomputer Dit had ook tot gevolg dat veel softwareleveranciers voor homecomputers in Europa zaten en zij zich niet richtten tot de markt van spelcomputers. Zij ondervonden dus ook niet direct een impact toen de Noord-Amerikaanse markt van spelcomputers instortte. Ook bij lancering van Nintendo Entertainment System, wat ook in Europa een groot succes was, bleef de markt van homecomputers overeind. Dit veranderde in 1995 met de lancering van PlayStation, Windows 95 en de steeds goedkoper wordende pc's.